# Erica Jong

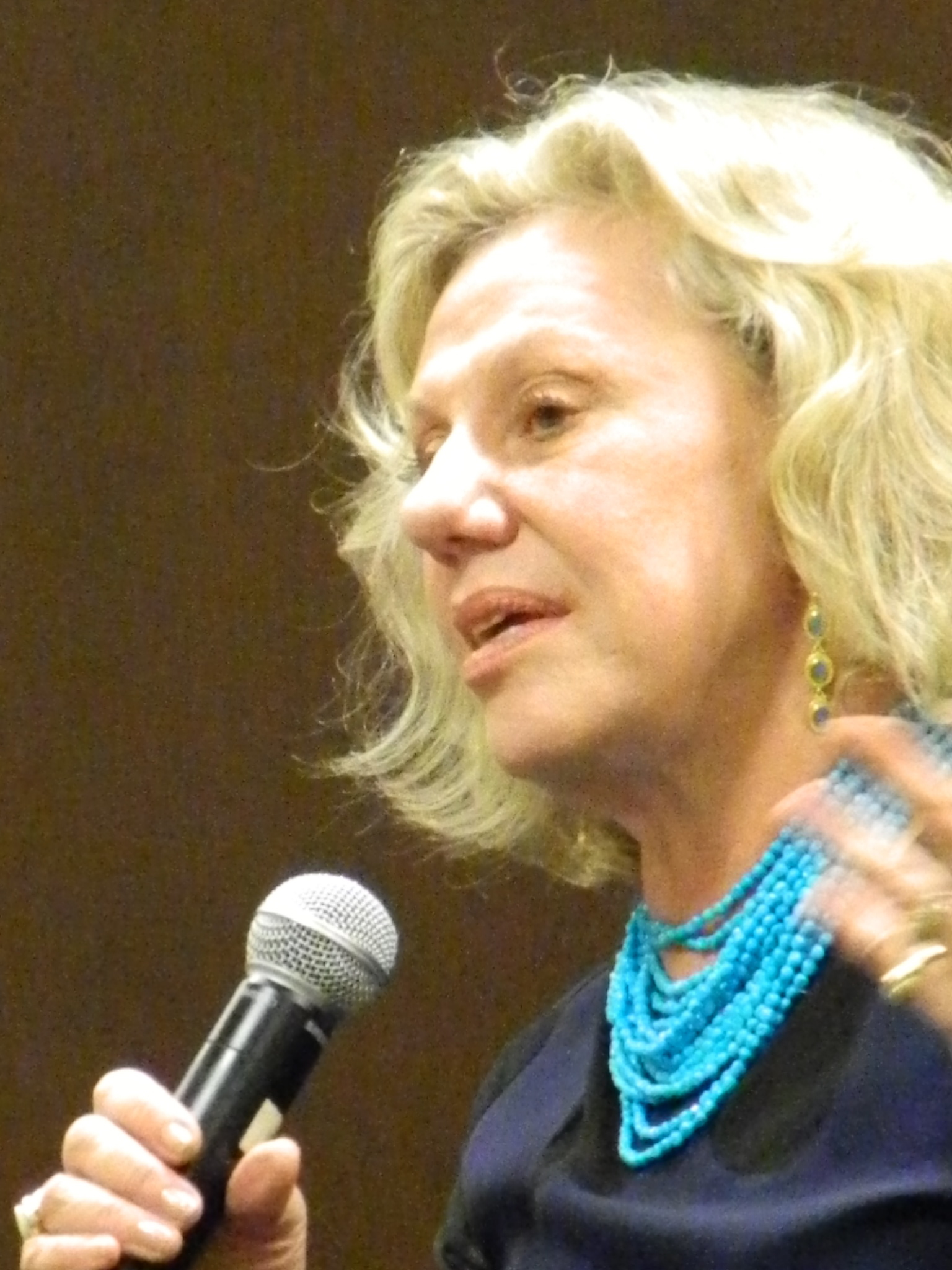
Erica Jong 2013

Erica Jong, geborene Mann (geboren 26. März 1942 in New York), ist eine US-amerikanische Schriftstellerin.

## Leben
Nach ihrem Studium der englischen Literatur an der Universität von Maryland unterrichtete Jong an verschiedenen Colleges in den USA, Österreich und Israel.
Berühmt wurde sie durch ihr erstes Buch, den autobiographisch beeinflussten Roman Fear of Flying (Angst vorm Fliegen) aus dem Jahr 1973, das weltweit 18 Millionen Mal verkauft und in 27 Sprachen übersetzt wurde. Das Werk gilt als Klassiker der weiblichen erotischen Literatur, was Jong den Titel „Königin der Erotik“ einbrachte. Jong freundete sich mit Henry Miller an und widmete ihm später die Studie Der Teufel in Person. Henry Miller und ich (1993), in der sie sich zugleich mit der Kulturpolitik des amerikanischen Puritanismus und des zeitgenössischen Feminismus auseinandersetzt.
Nach ihrem Erstling veröffentlichte sie acht weitere Romane, von denen mehrere in die Bestsellerlisten kamen. Diese Werke gehören einer anderen Stilrichtung an und handeln von der Selbstverwirklichung von Frauen, ihrem Platz in der Gesellschaft und der schwierigen Mutter-Tochter-Beziehung. Ihr neuester Roman erzählt die Geschichte einer jüdischen Familie in Amerika.
1971 veröffentlichte Jong ihren ersten Gedichtband, im Anschluss daran folgten diverse Lyriksammlungen.

### Familie
Jong ist zum vierten Mal verheiratet. Mit ihrem zweiten Mann Allan Jong, einem Psychoanalytiker und Facharzt für Kinderpsychiatrie chinesischer Abstammung, lebte sie von 1966 bis 1969 in Heidelberg. In dieser Zeit pendelte sie nach Frankfurt am Main, wo sie sich einer Psychoanalyse bei Alexander Mitscherlich unterzog, die sie vom Einfluss ihrer dominanten Mutter und von ihrer Selbstzensur „befreite“. Den Aufenthalt in Deutschland verarbeitete sie in Fear of Flying. 1975 ließ sie sich scheiden und heiratete 1977 Jonathan Fast.
Erica Jong lebt abwechselnd in New York City und in Weston, Connecticut. Ihre Tochter Molly Jong-Fast (aus der Ehe mit ihrem dritten Mann, Jonathan Fast) ist ebenfalls Schriftstellerin.

## Werke

### Romane
- 1973 Fear of Flying
  - Angst vorm Fliegen, dt. von Kai Molvig; S. Fischer, Frankfurt am Main 1976, ISBN 3-10-037701-X. (Platz 1 der Spiegel-Bestsellerliste in den Jahren 1976 und 1977)
- 1977 How to Save Your Own Life
  - Rette sich wer kann, dt. von Renate Gerhardt und Wulf Teichmann; S. Fischer, Frankfurt am Main 1978, ISBN 3-10-037702-8.
- 1980 Fanny, Being the True History of the Adventures of Fanny Hackabout-Jones
  - Fanny: Die wahre Geschichte der Abenteuer der Fanny Hackabout-Jones, dt. von Ava Belcampo; S. Fischer, Frankfurt am Main 1980, ISBN 3-10-037704-4.
- 1984 Parachutes & Kisses
  - Fallschirme & Küsse, dt. von Eva Bornemann und Christa Seibicke; Droemer Knaur, München 1985, ISBN 3-426-19131-8.
- 1984 Megan's Book of Divorce: a kid's book for adults
- 1984 Megan's Two Houses: a story of adjustment
- 1987 Serenissima
  - Serenissima: Eine Liebe in Venedig, dt. von Benjamin Schwarz; Marion-von-Schröder Verlag, Düsseldorf 1988, ISBN 3-547-75141-1.
- 1990 Any Woman´s Blues
  - Der letzte Blues, dt. von Elke vom Scheidt; Scherz Verlag, Bern; München; Wien 1990, ISBN 3-502-10348-8.
- 1997 Inventing Memory
  - Seliges Angedenken: Ein Roman über Mütter und Töchter, dt. von Gisela Stege; Hoffmann und Campe, Hamburg 1997, ISBN 3-455-03686-4.
- 2003 Sappho´s Leap
  - Sappho, dt. von Hans-Ulrich Möhring; Ullstein, Berlin 2004, ISBN 3-550-08490-0.
- 2015 Fear of Dying
  - Angst vorm Sterben, dt. von Tanja Handels; S. Fischer, Frankfurt am Main 2016, ISBN 978-3-10-002485-5.

### Sachbücher
- 1981 Witches
- 1993 The Devil at Large: Erica Jong on Henry Miller
  - Der Teufel in Person: Henry Miller und ich, dt. von Angelika Bardeleben; Hoffmann und Campe, Hamburg 1999, ISBN 3-455-11048-7.
- 1994 Fear of Fifty: A Midlife Memoir
  - Keine Angst vor Fünfzig, dt. von Elke vom Scheidt; Hoffmann und Campe, Hamburg 1995, ISBN 3-455-11043-6.
- 1998 What Do Women Want? bread roses sex power
  - Der Buddha im Schoß: Über Sex, Macht und Literatur, dt. von Almuth Dittmar-Kolb; Hoffmann und Campe, Hamburg 2000, ISBN 3-455-10389-8.
- 2006 Seducing the Demon: Writing for My Life
  - Den Dämon verführen: Schreiben, um zu leben, dt. von Kerstin Winter; Autorenhaus Verlag, Berlin 2006, ISBN 3-86671-005-4.
- 2007 My Dirty Secret". Bad Girls: 26 Writers Misbehave
- 2008 It Was Eight Years Ago Today (But It Seems Like Eighty)

### Anthologien
- 2011 Sugar in My Bowl: Real Women Write About Real Sex
  - Sugar in my bowl: Echte Frauen schreiben über echten Sex, dt. von Tanja Handels, Brigitte Jakobeit und Martina Wolff; Fischer Taschenbuch, Frankfurt am Main 2017, ISBN 978-3-596-29807-5.

### Poesie
- 1971 Fruits & Vegetables
- 1973 Half-Lives
- 1975 Loveroot
- 1979 At the Edge of the Body
- 1983 Ordinary Miracles
- 1991 Becoming Light: New and Selected
- 2009 Love Comes First
- 2019 The World Began with Yes

## Dokumentarfilm
- Erica Jong - Breaking the Wall (2022), Biopic von Kaspar Kasics[3][4][5]

## Erwähnung
Bob Dylan erwähnt Erica Jong explizit im Song Highlands.